# Pomezia
Pomezia es una localidad italiana de la provincia de Roma, región de Lazio, con 58.621 habitantes.

## Evolución demográfica
| Gráfica de evolución demográfica de Pomezia entre 1861 y 2008 |
|                                                               |
| Fuente ISTAT - elaboración gráfica de Wikipedia               |

## Ciudades hermanadas
- Itápolis
- Singen
- Çanakkale